# Xanadoses
Xanadoses nielseni
Genre
Espèce
Xanadoses est un genre de lépidoptères (papillons) de la famille des Cecidosidae. Il contient une seule espèce, Xanadoses nielseni, endémique de la Nouvelle-Zélande. 

## Présentation
Ce genre est le seul représentant de la famille des Cecidosidae, voire de la super-famille Incurvarioidea (ou Adeloidea). 

## Classification
Cette espèce a été décrite en 2003 par Robert J. B. Hoare (d) et John Stewart Dugdale (d) (1934-2020). 

### Étymologie
Son épithète spécifique latine nielseni est un hommage à l'entomologiste danois Ebbe Schmidt Nielsen (1950-2001).

## Publication originale
- (en) Robert Hoare et John Stewart Dugdale, « Description of the New Zealand incurvarioid Xanadoses nielseni, gen. nov., sp. nov. and placement in Cecidosidae (Lepidoptera) », Invertebrate Systematics, CSIRO Publishing (d), vol. 17, no 1,‎ 24 mars 2003, p. 47-57 (ISSN 1445-5226 et 1447-2600, DOI 10.1071/IS02024).